# Oospila concinna
Oospila concinna là một loài bướm đêm trong họ Geometridae.